# San José, Unión Juárez
San José är en ort i Mexiko.   Den ligger i kommunen Unión Juárez och delstaten Chiapas, i den sydöstra delen av landet, 900 km sydost om huvudstaden Mexico City. San José ligger 1 216 meter över havet och antalet invånare är 288.
Terrängen runt San José är kuperad åt sydväst, men åt nordost är den bergig. Runt San José är det ganska tätbefolkat, med 155 invånare per kvadratkilometer. Närmaste större samhälle är Cacahoatán, 10,6 km sydväst om San José. I omgivningarna runt San José växer i huvudsak städsegrön lövskog.